# Grafmonument Bosboom-Toussaint
Het grafmonument Bosboom-Toussaint op de Algemene Begraafplaats Kerkhoflaan in de Nederlandse stad Den Haag is een rijksmonument.

## Achtergrond
Anna Louisa Geertruida Toussaint (1812-1886) was als schrijfster vooral bekend om haar historische romans en novellen. Haar grafmonument, in neorenaissance stijl, werd in 1887 gemaakt door de beeldhouwer Bart van Hove. Het is op de hardstenen omlijsting gesigneerd door Van Hove en door A.J. van Boom en Bernard Springer, vermoedelijk de steenkapper respectievelijk de ontwerper van het grafmonument. In 1891 werd Toussaints echtgenoot, de kunstschilder Johannes Bosboom (1817-1891), in het graf bijgezet.

## Beschrijving
De hardstenen graftombe wordt bedekt door een eenvoudige, liggende, rechthoekige steen op een lage, hellende plint. Daarachter is een wand opgericht, met centraal een nis onder een rondboog en aan weerszijden Ionische zuilen. In de nis staat een beeld van Terpsichore, muze van de dans en de lyrische poëzie. Zij houdt in haar ene hand een lier en in haar andere hand een bloemtak vast. Het geheel is versierd met decoratief beeldhouwwerk, waaronder vrouwenkopjes en pijnappels. Aan de voet van de muur is een plaquette geplaatst met de tekst 

HULDE
VAN NEDERLANDSCHE VROUWEN
AAN
A.L.G. BOSBOOM- TOUSSAINT

## Waardering
Het grafmonument werd in 1994 in het Monumentenregister opgenomen vanwege de historische waarde, het wordt beschouwd als van "cultuurhistorisch en typologisch belang als gaaf bewaard voorbeeld van een liggende zerk en gedenkteken in neorenaissance stijl."